# مولوی عبدالحمید
عبدالحمید اسماعیل‌زهی (زادهٔ ۱۳۲۶) معروف به مولوی عبدالحمید، امام جمعه اهل سنت مسجد جامع مکی شهر زاهدان، مدیر مدرسه عالی دارالعلوم زاهدان، عضو اتحادیه جهانی علمای مسلمان، عضو مجمع جهانی فقه اسلامی و مدیر شورای هماهنگی مدارس اهل‌سنت سیستان و بلوچستان است.
عبدالحمید مدیریت مدرسه عالی دارالعلوم زاهدان را از سال ۱۳۶۶ و با درخواست عبدالعزیز ملازاده، بانی این مرکز، به عهده گرفت. او به‌عنوان پرنفوذترین شخصیت اهل‌سنت ایران شناخته می‌شود.
وی همچنین یکی از چهره های سیاسی خیزش ۱۴۰۱ ایران است.

## زندگینامه
در بخش زندگی‌نامه سایت رسمی او آمده است: عبدالحمید در سال ۱۳۲۶ در روستای گلوگاه از توابع زاهدان در استان سیستان و بلوچستان به دنیا آمد. پس از علوم ابتدایی در شهر زاهدان، عبدالحمید برای ادامه تحصیل به پاکستان رفته و در مدرسه دینی «دارالهدی» در ایالت سند ثبت نام کرد. بعد از مدتی راهی ایالت پنجاب، منطقه «بهاول پور» شد و نزد «عبدالله درخواستی»، رئیس «جمعیت علمای اسلام» و برخی دیگر تحصیل کرد. پس از مدتی به حوزه علمیه «بدرالعلوم رحیم یارخان» برای کسب علوم تفسیر و حدیث نزد «عبدالغنی جاجروی» رفت.
او پس از تکمیل تحصیلات، به زاهدان برگشت و در زاهدان با مولوی عبدالعزیز ارتباط برقرار کرد. عبدالعزیز در زاهدان حوزه  علمیه دارالعلوم را تاسیس کرد و عبدالحمید تدریس را در این مدرسه آغاز کرد. با درگذشت عبدالعزیز در سال ۱۴۰۸ قمری مسئولیت دارالعلوم زاهدان و امامت جمعه اهل سنت زاهدان بر عهده او قرار گرفت.
منتقدین او از میان خبرگزاری‌های وابسته به جمهوری اسلامی ایران، او را متهم به زندگی اشرافی می‌کنند.

### در جریان اعتراضات ۱۴۰۱ ایران
در جریان خیزش سراسری ۱۴۰۱، حدود ۹۶ نمازگزار از سوی مأموران امنیتی جمهوری اسلامی ایران پس از خطبه‌های عبدالحمید در زاهدان کشته شدند. این رویداد که در ۸ مهر ۱۴۰۱ به‌دنبال اعتراض برای تجاوز فرمانده پلیس چابهار به دختری نوجوان رخ داد، از سوی عبدالحمید جمعه خونین نام گرفت. او سپس علی خامنه‌ای را مسئول کشته شدن افراد در این رویداد دانست و خواستار برگزاری همه‌پرسی با حضور ناظران بین‌المللی شد. عبدالحمید بارها خواستار رسیدگی به کشتار جمعه خونین زاهدان شده است. او در طول دوران اعتراضات، واکنش‌های تندی را نسبت به حاکمیت ایران اتخاذ کرد که با واکنش‌هایی همراه بود. عبدالحمید در ماجرای حمله عده‌ای به کلانتری ۱۶ زاهدان، این اقدام را محکوم کرد.
در جریان همین اعتراضات، خبرهایی مبنی بر حبس و اعتراف‌گیری از یک طلبه در مسجد مکی رسانه‌ای شد. این بازداشت توسط نیروهای انتظامی مسجد مکی و با هدف جلوگیری از مسمومیت عبدالحمید توسط آن طلبه صورت گرفته بود.

### ترور و بیماری
در تیرماه ۱۴۰۲ خبرهایی مبنی بر ترور بیولوژیک عبدالحمید منتشر شد که بعدا توسط منابع خبری تکذیب شد. خبرگزاری‌های دولتی از دستگیری شایعه پراکن‌ها خبر دادند. عبدالحمید جمعه ۱۳ مرداد ۱۴۰۲ در نماز جمعه زاهدان سخنرانی نکرد و حساب توییتر دفتر وی علت سخنرانی نکردن وی را بیماری و کسالت اعلام کرد.

### ماجرای فیش حج تقلبی
خبرگزاری تسنیم در خرداد ۱۴۰۲ مدعی شد که عبدالحمید قصد داشته است با استفاده از فیش حج تقلبی، از کشور به مقصد عربستان خارج شود. اما دفتر عبدالحمید این ادعای تسنیم را دروغ دانست و تکذیب کرد.

## خانواده
عبدالحمید، سه همسر و تعداد بسیاری فرزند دارد. شناخته شده‌ترین فرزند او محمدطیب اسماعیل‌زهی است که در پرونده‌ای امنیتی بازداشت شد اما بعد از حدود دو سال و نیم به خاطر حفظ کل قرآن توانست آزادی خود را به دست بیاورد.

## جایگاه سیاسی و اجتماعی
عبدالحمید عضو اتحادیه جهانی علمای مسلمان، عضو مجمع فقهی مکه، امام جمعه اهل سنت زاهدان و مدیر مدرسه علوم دینی دارالعلوم زاهدان، سرپرست شورای هماهنگی مدارس اهل سنت استان سیستان و بلوچستان است.

## نظرات
برخی از نظرات او توسط رسانه‌های شیعی و طرفدار جمهوری اسلامی، مورد انتقاد قرار گرفته‌است.

### تبعیض بین شیعه و سنی
عبدالحمید به تبعیض مذهبی در ایران و اجازه‌نداشتن برگزاری عیدها و نماز اهل‌سنت و داشتن مسجد مستقل در شهرهایی مانند تهران اعتراض کرده‌است. وی قانون اساسی ایران را قابل تغییر و تجدید نظر می‌داند و با قانون ممنوعیت نامزدی اهل سنت برای ریاست‌جمهوری مخالف است.

### حمایت از طالبان
عبدالحمید، طالبان را جزء گروه‌های تکفیری اسلامی نمی داند. در سال ۱۳۹۸ عبدالحمید با صدور بیانیه‌ای امضای توافق‌نامهٔ صلح بین «حرکت طالبان افغانستان» و «دولت آمریکا» را «موفقیت بسیار بزرگ عصر حاضر» و مصداق «پیروزی حق بر باطل» دانست. در مرداد ۱۴۰۰، عبدالحمید دربارهٔ طالبان گفت که پیشروی‌های گسترده طالبان در افغانستان نتیجه نصرت خدا و حمایت‌های مردمی از آنهاست، و هدف طالبان، اجرای شریعت اسلام و سیره «حضرت رسول و حکم بما انزل‌الله» است. با این حال همواره نگاه عبدالحمید به طالبان مثبت نبوده و او بحبوحهٔ اعتراضات سراسری ایران که در اعتراض به وضعیت حقوقی و اجتماعی زنان بر پا شده بود، در ۱۳ آبان سال ۱۴۰۱ و در خطبه نماز جمعهٔ شهر زاهدان از طالبان بابت عملی نشدن امکان تحصیل دختران در مدارس افغانستان انتقاد کرد و بیان داشت که جلوگیری طالبان از امکان تحصیل زنان و دختران در دین و در سنت محمد پیامبر اسلام توجیه شرعی ندارد و طالبان باید در منش و روش خود نسبت به دوره قبلی حکمرانی‌اش تغییر رویه بدهد و حقوق زنان را به رسمیت بشناسد.

### نظرات سیاسی

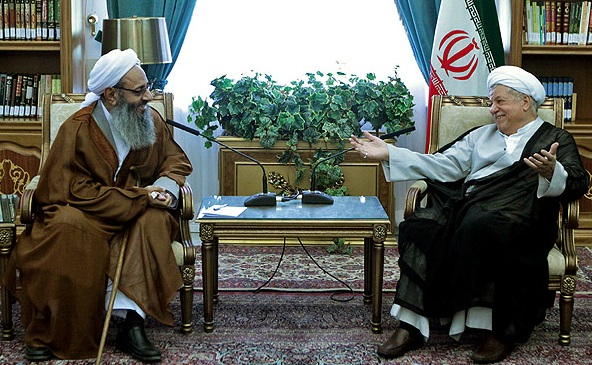
دیدار عبدالحمید با هاشمی رفسنجانی مرداد ۹۳

عبدالحمید خواستار صلح میان اسرائیل و فلسطینیان است و در دیدگاه‌هایی از اختلاف حاکمیت ایران با بهائیت، انتقاد کرده است. در پی این اظهارات، محمد الموعد، سخنگوی شورای علمای اهل سنت فلسطین، عبدالحمید را به مناظره فراخواند. با این همه،‌ او پیشتر اعلام کرده بود که با انتقال پایتخت اسرائیل به قدس مخالف است. او از منتقدان هزینه‌های زیاد دولت ایران برای مراسم اربعین در عراق است. وی اعدام را راه‌حل مناسبی برای مهار نمی داند.
عبدالحمید اسماعیل‌زهی در مراسم هفتگی نماز جمعهٔ زاهدان گفت: « با این که باید برای نوروز خوشحالی کرد اما مردم ایران سال جدید را با گریه بر سر قبرهای شهدای اعتراضات آغاز کردند. درست است که اکنون اعتراضات کاهش پیدا کرده، اما دل‌ها همه رنج و زخم است.» امام جمعهٔ مسجد مکی زاهدان افزود: « عملکرد حکومت جمهوری اسلامی در طول سال‌های گذشته منجر به انتصاب افراد ناشایست در ادارات مختلف شده و معیار برای انتخاب مدیران، روابط نزدیک خانوادگی و فامیلی بوده است.»
عبدالحمید به لحاظ سیاسی به اصلاح‌طلبان نزدیک‌تر است چنانچه سال ۷۶ و ۸۰ از خاتمی و سال ۸۴ دور اول از معین حمایت کرد و دور دوم از هاشمی رفسنجانی حمایت کرد. او سال ۸۸ هم از میرحسین موسوی حمایت کرد و سال ۹۲ در رقابت قالیباف و روحانی و جلیلی، حامی روحانی شد و سال ۹۶ هم در رقابت روحانی و رئیسی از حسن روحانی حمایت کرد. سال ۱۴۰۰ البته اصلاح‌طلبی وجود نداشت و عبدالحمید از ابراهیم رئیسی حمایت کرد. سال ۱۴۰۳ موضع سکوت گرفت و از هیچ کاندیدایی حمایت نکرد.

### سایر نظرات
همچنين در خطبه‌های نماز جمعه نسبت به واقعه تخریب مقبره حجر بن عدی در سوریه موضع گرفت و آن را محکوم کرد. عبدالحمید در ویدیویی با عنوان «ورود و شیوع ویروس کرونا در ایران را آسیب‌شناسی کنیم»، مدعی شد: «طلاب چینی جامعه المصطفی عامل شیوع کرونا در ایران هستند.»
عبدالحمید در بازدیدی که از تخت جمشید داشته است، این مکان را محل متکبران دانسته و جمشید را به عنوان پادشاهی متکبر یاد می٬کند. او معتقد است که بازدید از تخت جباران، حق نیست. او از مخالفان اعترافات اجباری است و آن را مخالف دین اسلام می داند.

## جوایز و مقامات
کانون مدافعان حقوق بشر، جایزهٔ تلاش‌گر حقوق بشر سال ۱۳۹۳ خود را به خاطر تلاش «برای برقراری روابط آشتی‌جویانه بین اقوام و گرایش‌های مختلف مذهبی در استان سیستان و بلوچستان» به عبدالحمید اهدا کرد. به دنبال حمایت او از طالبان افغانستان در اوت ۲۰۲۱، کانون مدافعان حقوق بشر در بیانیه‌ای اعلام کرد که به دلیل دیدگاه و موضع‌گیری‌های اخیر او به‌ویژه دربارهٔ «گروه تروریستی طالبان» که با حقوق بشر و صلح پایدار جهانی مغایرت دارد، جایزه حقوق بشری که به عبدالحمید اهدا کرده بود را پس می‌گیرد.